# Euproctis pallifrons
Euproctis pallifrons är en fjärilsart som beskrevs av Semper 1898. Euproctis pallifrons ingår i släktet Euproctis och familjen tofsspinnare. Inga underarter finns listade i Catalogue of Life.